# Hipotàlem
L’hipotàlem (del grec ὑπό, sota, i θάλαμος, tàlem) és una porció del cervell que conté una petita quantitat de nuclis amb funcions ben diverses. Una de les més importats és enllaçar el sistema nerviós amb el sistema endocrí a través de la glàndula pituïtària (la hipòfisi).
Aquesta part del cervell està situada a sota del tàlem i forma part del sistema límbic. En terminologia neuroanatòmica, forma la part ventral del diencèfal. Tots els vertebrats tenen hipotàlem. En humans és de la mida d'una ametlla.
L'hipotàlem s'encarrega de dirigir certs processos biològics i altres funcions del sistema nerviós autònom. Sintetitza i secreta neurohormones anomenades hormones alliberadores o hormones de l'hipotàlem que estimulen o inhibeixen la secreció d'hormones per part de la glàndula pituïtària. L'hipotàlem controla la temperatura corporal, la gana, aspectes importants dels lligams familiars i maternals, la set, el cansament, el son i el ritme circadià.

## Estructura
L'hipotàlem és una estructura del cervell integrat per diversos nuclis distingits i per àrees no tan definides anatòmicament. Es troba als sistemes nerviosos de tots els vertebrats. En mamífers les neurones magnocel·lulars de l'hipotàlem, situades en el nucli paravetricular i el nucli supraòptic, produeixen hormones de la neurohipòfisi: la oxitocina i la vasopressina. Aquestes hormones s'alliberen al torrent sanguini des de la neurohipòfisi. Unes neurones molt més petites, les neurones parvocel·lulars de l'hipotàlem, situades al nucli paraventricular, alliberen hormones allibreadores de corticotropina i altres hormones al sistema portal hipofisiari on difonen cap a la pituïtària anterior.

### Nuclis
Els nuclis hipotalàmics són els següents:
| Regió     | Àrea          | Nucli                                                     | Funció |
| Anterior  | Preòptic      | Nucli preòptic                                            | |
| Anterior  | Medial        | Nucli preòptic medial                                     | - Regula la secreció de hormones gonadotròpiques per part de l'adenohipòfisi. - Conté el nucli sexualment dimòrfic que allibera GnRH. El seu desenvolupament diferenciat per sexe canvia segons els nivells intrauterins de testosterona. - Regula la temperatura corporal |
| Anterior  | Medial        | Nucli supraòptic                                          | - Segrega vasopressina - Segrega oxitocina |
| Anterior  | Medial        | Nucli paravetricular                                      | - Segrega hormona alliberadora de tirotropina - Segrega hormona alliberadora de corticotropina - Segrega oxitocina - Segrega vasopressina - Segrega somatostatina |
| Anterior  | Medial        | Nucli hipotalàmic anterior                                | - Termoregulació - panteix - Suor - Inhibició de la tirotropina |
| Anterior  | Medial        | Nucli supraquiasmàtic                                     | - Ritme circadià |
| Anterior  | Lateral       |                                                           | |
| Anterior  | Nucli lateral | Vegeu Hipotàlem lateral#Funció – principal font d'orexina | |
| Tuberal   | Medial        | Nucli hipotalàmic dorsomedial                             | - Pressió sangínia - Freqüència cardíaca - Estimulació de l'aparell digestiu |
| Tuberal   | Medial        | Nucli ventromedial                                        | - Sacietat - Control neuroendocrí |
| Tuberal   | Medial        | Nucli arciforme                                           | - Hormona alliberadora de l'hormona del creixement (GHRH) - Alimentació - Inhibició de la prolactina mediada per dopamina. |
| Tuberal   | Lateral       | Nucli lateral                                             | Vegeu Hipotàlem lateral#Funció – Font principal de neurones hipocretina. |
| Tuberal   | Lateral       | Nucli tuberal lateral                                     | |
| Posterior | Medial        | Mammillary nuclei (part of mammillary bodies)             | - memòria |
| Posterior | Medial        | Posterior nucleus                                         | - Increase blood pressure - pupillary dilation - shivering - vasopressin release |
| Posterior | Lateral       | Lateral nucleus                                           | See Lateral hypothalamus#Function – primary source of orexin neurons throughout the brain and spinal cord |
| Posterior | Lateral       | Tuberomammillary nucleus                                  | - arousal (wakefulness and attention) - feeding and energy balance - learning - memory - sleep |